# السيدة من كنتاكي
السيدة من كنتاكي (بالإنجليزية: The Lady's from Kentucky)‏ هو فيلم أبيض وأسود دارمي أمريكي إنتاج عام 1939 من إخراج ألكسندر هال وبطولة جورج رافت وإلين درو. سيناريو مالكولم ستيوارت بويلان من قصة رولاند براون، يدور فيلم حول وكيل مراهنات يصبح نصف مالك لسلالة خيول سباق، مع سيدة من كنتاكي تمتلك النصف الآخر.

## فريق التمثيل
- جورج رأفت في دور مارتي بلاك
- إلين درو في دور بيني هوليس
- هوج هيربيرت في دور موسي جونسون
- زاسو بيتس في دور دولسي لي
- لويز بيفرز في دور العمة تينا
- لو بايتون في دور الستين
- فورستر هارفي في دور نوني واتكينز
- إدوارد باولي في دور سبايك كرونين
- غيلبرت إميري في دور بينكني رودل
- جيمي بريستو في دور بروستر
- ستانلي أندروز في دور طبيب
- جورج أندرسون في دور جو لين

## روابط خارجية
- The Lady's from Kentucky  في قاعدة بيانات الأفلام على الإنترنت (بالإنجليزية)
- The Lady's from Kentucky at تيرنر كلاسيك موفيز
- Review of film at Variety